# Хайкин, Артур Юзефович
Артур Юзефович Хайкин (25 июля 1938, Самара — 31 декабря 1991, Омск) — советский актёр и режиссёр, заслуженный деятель искусств РСФСР (1978).

## Биография
Родился в Куйбышеве в семье служащих. Имя матери — Элеонора. Скончалась в Самаре. Имя отца — Юзеф. Скончался в Иваново в возрасте 94 (или 96) лет. Во время Второй мировой войны оставил семью и женился ещё раз. Младший родной брат Артура — Вадим Хайкин.
Поступил на актёрский факультет Московского государственного института театрального искусства имени Луначарского, но актёром так и не стал — не выносил, когда ему говорили, что делать. Его призванием была режиссура. В 1959 году окончил институт и уехал из столицы. Начал режиссёром в Рубцовском драматическом театре. Потом повысил свою квалификацию на высших режиссёрских курсах и возглавил Ростовский ТЮЗ. Этот коллектив был заметен в стране, о спектаклях Артура нередко писали в центральной прессе. В 1970 году Хайкин, поставив «Марию» Салынского в Омском драматическом, получил приглашение от руководителей театра работать в качестве режиссёра. А с 1977 по 1985 год он уже — главный режиссёр этого театра.
В 1980 году родился сын Родион. В 1985 году родился сын Сергей.
А. Ю. Хайкин ставил современную пьесу, русскую классику, зарубежную драму. Чувствуя себя по отношению к авторскому тексту свободно, раскованно, умел выстраивать образ спектакля пластически рельефно, в гармонии ритма, звука, света, свободном владении пространством. Испытывая себя, актёров, менял методологию, ставил и перед собой, и перед исполнителями неизведанные задачи. Оптимизмом и молодым задором дышал его спектакль «Моя любовь на третьем курсе» Шатрова. Любили зрители мюзикл «Человек из Ламанчи» Дэриона и Вассермана (Дон Кихот — Георгий Строков, Санчо Панса — Борис Каширин, Борис Розанцев), «Прошлым летом в Чулимске» А. Вампилова, «Ретро» Галина. Во многих его спектаклях блистала Татьяна Ожигова, звезда которой засияла именно благодаря Хайкину («С вечера до полудня» Розова — Нина; «Орфей спускается в ад» Уильямса — Лейди; «Любовь под вязами» О’Нила — Абби; «Двое на качелях» Гибсона — Гитель; «Гроза» Островского — Катерина). У театральных критиков большой интерес вызывали спектакли Хайкина, осуществленные по классическим произведениям: «Доходное место» и «Правда — хорошо, а счастье лучше» Островского, «На дне» и «Дети солнца» Горького, «Село Степанчиково и его обитатели» (по повести Достоевского). Любая постановка Хайкиным классической пьесы открывала в известном произведении новые мысли, грани, оттенки.
29 декабря 1991 года спектаклем А. Ю. Хайкина «Разговор в семействе Штейн об отсутствующем господине фон Гёте» Хакса открылась Камерная сцена имени Татьяны Ожиговой. Артур не смог присутствовать на премьере по состоянию здоровья.
Артур также писал стихи. В 1993 году в Омске вышел его сборник «Воспоминания О Жизни на Земле».
Литератор и театральный критик Сергей Поварцов так писал об этом режиссёре в журнале «Омск театральный»: « С приходом Хайкина в репертуаре театра зазвучали новые ноты, разноцветье красок в его спектаклях вызывало благодарные ответные эмоции зрительного зала. Каждому театральному организму периодически необходимо вливание свежей режиссёрской крови. Темперамент режиссёра, завидную энергетику чувствовали и артисты, и публика. Он умел вдохновлять молодых, убеждать маститых. Звезда Тани Ожиговой засияла на омском небосклоне в значительной мере благодаря таланту Хайкина».
В разные годы им были поставлены и с успехом шли на омской сцене «Моя любовь на третьем курсе» М. Шатрова, «Человек из Ламанчи» Д. Вассермана и Д. Дэрриона, «С вечера до полудня» В. Розова, «На дне» М. Горького, «Гроза», «Доходное место», «Правда — хорошо, а счастье лучше» А. Н. Островского, «Царь Борис» А. К. Толстого, «Село Степанчиково и его обитатели» по Ф. М. Достоевскому, «Прошлым летом в Чулимске» А. Вампилова, «Валентин и Валентина» М. Рощина, «Ретро» А. Галина, «Наедине со всеми» А. Гельмана, «Орфей спускается в ад» Т. Уильямса, «Двое на качелях» У. Гибсона, «Царская охота» Л. Зорина, «Дети солнца» М. Горького и другие спектакли. Многие из них были сделаны в творческом партнёрстве с великолепным театральным художником Светланой Ставцевой.
29 декабря 1991 года спектаклем А. Ю. Хайкина «Разговор в семействе Штейн об отсутствующем господине фон Гёте» П. Хакса открылась в Омском академическом театре драмы Камерная сцена имени Татьяны Ожиговой. В главной и единственной роли блистала Татьяна Филоненко. Артур не мог присутствовать на премьере по состоянию здоровья.
Умер в Омске вечером 31 декабря 1991 года. Похоронен Омске на Старо-Северном мемориальном кладбище, рядом со своими театральными друзьями. Причина смерти — инсульт.